# Голлабрунн (округ)
Бецирк Голлабрунн — округ Австрійської федеральної землі Нижня Австрія. 
Округ поділено на 24 громади:

- Альберндорф-ім-Пулькауталь
- Ґеллерсдорф
- Ґраберн
- Ґунтерсдорф
- Гадрес
- Гардеґґ
- Гауґсдорф
- Гельденберг
- Гогенварт-Мюльбах-ам-Мангартсберг
- Голлабрунн
- Майльберґ
- Майссау
- Напперсдорф-Каммерсдорф
- Пернерсдорф
- Пулькау
- Рафельсбах
- Рец
- Рецбах
- Шраттенталь
- Зеефельд-Кадольц
- Зітцендорф-ан-дер-Шміда
- Вуллерсдорф
- Целлерндорф
- Ціерсдорф

## Демографія
Населення округу за роками за даними статистичного бюро Австрії

## Виноски
1. ↑  Statistik Austria. Архів оригіналу за 2 травня 2015. Процитовано 26 червня 2013.

| Австрія | Це незавершена стаття з географії Австрії. Ви можете допомогти проєкту, виправивши або дописавши її. |